# Irving Jaffee
Pour les articles homonymes, voir Jaffee.
Irving Warren Jaffee , né le 15 septembre 1906 à New York et mort le 20 mars 1981 à San Diego, est un patineur de vitesse américain notamment deux fois champion olympique aux Jeux olympiques d'hiver de 1932.

## Biographie
Irving Jaffee naît à New York dans une famille juive immigrée de Russie. Il commence le patinage de vitesse à l'adolescence et remporte plusieurs courses locales dont les deux miles de Silver Skates en 1926. Après avoir détenu plusieurs records des États-Unis en 1927, Jaffee participe aux Jeux olympiques d'hiver de 1928 à Saint-Moritz en Suisse. Il est quatrième du 5 000 mètres. Lors du 10 000 mètres, il est premier du classement après que sept patineurs sur dix se sont élancés mais la course est annulée à cause de la chaleur.
Jaffee est à nouveau sélectionné pour les Jeux olympiques d'hiver de 1932 à Lake Placid, dans l'État de New York aux États-Unis. Malgré les protestations des Européens, les organisateurs décident que les courses se déroulent avec le format nord-américain dans lequel les patineurs partent en groupe. Jaffee est champion olympique sur 5 000 et 10 000 mètres alors que son compatriote Jack Shea prend les médailles d'or du 500 et du 1 500 mètres. 
Après les Jeux, Jaffee arrête la compétition et fait des spectacles pour gagner sa vie dans le contexte de la Grande Dépression. D'après certaines sources, il serait contraint de vendre ses médailles olympiques. En 1934, il établit un nouveau record en parcourant 25 miles en 1 h 26 min 0 s 1. Il devient également directeur des sports d'hiver dans un resort de l'État de New York et entraîneur de patineurs olympiques américains,.

## Records
- 500 mètres : 45 s 2
- 1 500 mètres : 2 min 26 s 7
- 5 000 mètres : 8 min 42 s 2
- 10 000 mètres : 18 min 36 s 5[1]